# Nintendo Switch Lite
Nintendo Switch Lite – przenośna konsola gier wideo firmy Nintendo wydana 20 września 2019 roku. Jest to zmodyfikowana wersja konsoli Nintendo Switch. Potrafi uruchamiać większość gier z Nintendo Switch, wyłącznie w trybie przenośnym, a także jest pozbawiona kilku istotnych funkcji.

## Specyfikacja techniczna
W przeciwieństwie do standardowego Switcha, Lite jest konsolą wyłącznie przenośną. Nie ma funkcji odpinania i przypinania Joy-Conów. Ekran jest mniejszy - 5,5 cala (14 cm), lecz również bardziej ostry. Urządzenie ma wymiary 3,6 na 8,2 cala (9,1 × 20,8 cm) i waży 280 gram. Akumulator ma też nieco mniejszą pojemność – 13,6 Wh/3570 mAh, mimo to ma dłuższy przewidywany czas gry na jednym ładowaniu (3–7 godzin rozgrywki). Wynika to z mniejszego rozmiaru ekranu, zastosowania nowego, mniejszego układu typu SoC – 16 nm SoC Tegra i pamięci LPDDR4X. Na żywotność baterii ma wpływ także usunięcie niektórych energochłonnych funkcji, tj. wibracje haptyczne HD Rumble czy sensory podczerwieni, które znajdują się w kontrolerach Joy-Con. Zwarta budowa pozwoliła na użycie po lewej stronie standardowego D-pada w kształcie "+".

### Porównanie z oryginałem
Źródło:.
| Nazwa       | Nintendo Switch V1                                                                                  | Nintendo Switch Lite                                                                                |
| Konsola     | | |
| Generacja   | Ósma                                                                                                | Ósma                                                                                                |
| Premiera    | 3 marca 2017                                                                                        | 20 września 2019                                                                                    |
| CPU         | zmodyfikowana Nvidia Tegra X1 cztery rdzenie Cortex-A57 do 2 GHz cztery rdzenie Cortex-A53 do 1 GHz | zmodyfikowana Nvidia Tegra X1 cztery rdzenie Cortex-A57 do 2 GHz cztery rdzenie Cortex-A53 do 1 GHz |
| GPU         | 256 rdzeni CUDA                                                                                     | 256 rdzeni CUDA                                                                                     |
| Kontrolery  | Joy-Con, Pro Controller                                                                             | Joy-Con, Pro Controller                                                                             |
| Wyświetlacz | 6,2 cala, 1280 × 720 LCD (237 ppi), 1080p (zadokowany), 720p (w trybie przenośnym)                  | 5,5 cala, 1280 × 720 LCD (267 ppi), 720p                                                            |
| Porty       | USB-C, HDMI, Jack 3,5'                                                                              | USB-C, Jack 3,5'                                                                                    |
| Bateria     | 4310 mAh                                                                                            | 3570 mAh                                                                                            |
| Waga        | 297 g (bez kontrolerów) 398 g (z kontrolerami)                                                      | 280 g                                                                                               |

### Wersje kolorystyczne[4][5]
- turkusowa (morska)
- turkusowa z nadrukiem Jack Jeanne (limitowana)
- żółta
- szara
- szara z nadrukiem Pokémon Sword & Shield (limitowana)
- jasnoszara z nadrukiem Zacian & Zamazenta Edition (limitowana)
- ciemnoszara z nadrukiem Dialga & Palkia Edition (limitowana)
- niebieska (granatowa)
- koralowa (różowa)
- biała AVICII Invector: Encore Edition (limitowana)

## Historia
Według redakcji gazety „The Wall Street Journal”, przy pracy nad Switch Lite, celem Nintendo było wyprodukowanie urządzenia o wartości poniżej 200 USD, aby konkurować z platformami do gier, które nie wymagają dedykowanego urządzenia. Aby to osiągnąć, Nintendo negocjowało obniżenie cen od swoich dostawców komponentów.
Prace nad Switch Lite zostały ogłoszone 10 lipca 2019 roku, a konsolę wprowadzono na rynek na całym świecie 20 września 2019 roku. Konsola była promowana wraz z The Legend of Zelda: Link’s Awakening, remakiem gry na Game Boy z 1993 roku.

## Krytyka
Od chwili premiery, zaczęto zarzucać Nintendo odcinanie kuponów od sukcesu szalenie popularnego Switch'a w wersji V1. Wytykano mylącą nazwę "Switch Lite", jak gdyby konsolka była pozbawiona możliwości doczepienia kontrolerów ruchowych Joy-Con, pozbawiając ją ikonicznego "pstryk". W rzeczywistości dostępne jest połączenie bezprzewodowe przez bluetooth, można sparować Joy-Cony oraz Pro Controller. Mimo tego brak obsługi stacji dokującej oraz nóżki do postawienia, jeszcze bardziej spolaryzowały fandom.
Osobną kwestią był wciąż nierozwiązany problem "dryfujących analogów", ponieważ Lite nie ma możliwości odpięcia wadliwego kontrolera i wymienienia na nowy, bez rozbierania na części całego urządzenia.
Fala krytyki wylała się również na sposób zarządzania zapisanymi stanami gier. Większość użytkowników, decydujących się na Switch Lite, posiadała już wersje V1, V2 lub OLED; Lite był więc traktowany jako urządzenie wyłącznie przenośne. Gracze, którzy chcieli kontynuować rozgrywkę podczas podróży, musieli zmagać się z uciążliwym oraz słabo czytelnym systemem wysyłania i pobierania zapisów gier.